# الی (آخرین بازمانده از ما)
الی ویلیامز یک شخصیت خیالی در بازی ویدیویی آخرین بازمانده از ما و دنباله آن، آخرین بازمانده از ما قسمت ۲ است. 
در سریال این اثر ایفاگر نقش الی بلا رمزی می‌باشد

## زندگی نامه

### وقایع نسخه اول و DLC آن
زمانی که مادر او را به دنیا آورد اما بند ناف خود را قطع نکرده بود مبتلا ها به مادر او را گاز گرفتند و آنا در آخرین لحظه بند ناف خود را برید که باعث مصون بودن الی از بیماری شود
او توسط مارلین که دوست مادرش بود و قسم خورده بود از الی محافظت کند به مدارس های نظامی فرستاده شده. الی در آنجا با دختری به نام رایلی آشنا شد. آنها دوستان صمیمی هم بودند تا زمانی که هر دوی آنها در شهربازی متروکه توسط مبتلایان گاز گرفته می‌شوند و تصمیم می‌گیرند به صبر کنند تا مبتلا شوند ( الی و رایلی هم علاقه عاطفی داشتند)
مارلین به جوئل و تس ماموریت می‌دهد در ازای اسلحه هایش الی را به پایگاه کرم های شب تاب ببرند. الی و جوئل و تس در راه متوجه مصون بودن الی می‌شوند، به آنجا می‌روند و متوجه درگیری کرم های شب تاب با نظامی ها می‌شوند و اینکه همه کرم های شب‌تاب‌ نابود
شدند. در آنجا به آنها حمله می‌شود و تس مبتلا می‌شود و برای همین از جوئل می‌خواهد الی را به مرکز کرم های شب‌تاب ببرد و دارویی برای بیماری تولید کنند. پس از چند ماه آنها به مرکز کرم های شب‌تاب می‌رسند و جوئل متوجه این می‌شود که مارلین قصد دارد با عملی جراحی که باعث مرگ الی می‌شود واکسن تولید کند برای همین تمام نیرو های کرم شب‌تاب،. دکتر های متخصص و مارلین را می‌کشد و به همراه الی به جکسون شهری که برادرش در آن است می‌روند.الی از جوئل می پرسد که چه اتفاقی در مرکز کرم های شب‌تاب افتاده و جوئل به او می‌گوید که افراد زیادی مثل تو آنجا بودند و نیازی به تو نبود

### وقایع نسخه دوم
الی در این بازی 19 سال سن دارد و با دینا در رابطه است.
الی که هنوز به سخنان جوئل شک دارد به مرکز کرم های شب‌تاب می‌رود و متوجه دروغ جوئل می‌شود و از این بابت با جوئل قهر می‌کند. الی و دینا در مراسمی در جکسون هم را می بوسند که این کار باعث خشم صاحب آنجا می‌شود که جوئل از الی دفاع می‌کند اما الی به جوئل می‌گوید که نیازی به کمک او ندارد و قلب او را می‌شکند. به الی و دینا خبر می‌دهند که جوئل و تامی زمان زیادی است که به گشت رفته اند و بر نگشتند. الی با دینا به دنبال آن میرود و زمانی او را پیدا می‌کند که دختری به نام ابی در حال کشتن جوئل است. الی شروع به خواهش کردن برای جان جوئل می‌کند اما ابی به او اهمیتی نمی‌دهد و تیم ابی الی را بیهوش می‌کنند. الی زمانی که به هوش آمده است متوجه مرگ جوئل می‌شود و به دنبال انتقام است،اول به دنبال تامی می‌رود و سپس با دینا به سمت سیاتل حرکت می‌کنند که الی با کشتن برخی از افراد تیم ابی به دنبال او می‌گردد و در همان حال جسی دوست پسر سابق دینا و تامی را پیدا می‌کنند. آنها در حال برنامه ریزی برای حمله به ابی هستند که ابی به آنها حمله می‌کند و تامی را گروگان گرفته و جسی را می‌کشد. تامی سعی به گرفتن تفنگ می‌کند که توسط تیری که از لو دوست ابی شلیک شد بیهوش می‌شود. مبارزه بین الی و ابی رخ می‌دهد که درنهایت ابی با زخمي کردن آبی و دینا از آنجا می‌رود 
پس از گذشت شش ماه و به دنیا آمدن بچه دینا آنها در مزرعه ای بیرون از جکسون زندگی می‌کنند تا روزی که تامی خبر پیدا شدن ابی را در شهر سانتا باربارا به الی می‌دهد و الی بر خلاف مخالفت دینا به دنبال انتقام جوئل به آنجا می‌رود و در مبارزات با ابی دو انگشت خود را از دست می‌دهد تا تنها میراث از جوئل که گیتار زدن باشد از بین برود و الی زمانی که به خانه بر می‌گردد متوجه عدم حضور دینا می‌شود